# Герб Дарвіна
Герб Дарвіна — символ міста Дарвін, що був наданий королевою Єлизаветою ІІ 9 грудня 1959 року — того ж року, коли Дарвіну було надано статус міста.

## Блазон

### Щит
Щит червоного кольору, на якому:
- У верхній третині срібний форт, який представляє ідею, що Дарвін є воротами до Австралії і з неї, а кладка стін форту містить ряд хрестів. Це означає важливу роль Церкви у розвитку міста.
- У правому середньому срібному куті вітрильний корабель на хвилях, що символізує важливість при виборі місця Дарвіна існування природного місця для портових споруд, а вітрильний корабель вказує, що рік заснування був до днів пари.
- У середньому синьому лівому куті є золотий ґвинт зі срібними крилами, що свідчить про розташування у Дарвіні аеропорту.
- Основа щита має золоту зірку у срібному кільці, яка походить із герба Чарльза Дарвіна, на честь якого місто отримало назву.

### Клейнод
Над щитом — срібний шолом з червоним наметом, а над шоломом — срібна мурована корона, а у клейноді — морський компас Гуля, і його північна точка особливо підкреслена. Це символізує розташування Дарвіна як північного міста.

### Щитотримачі
Зліва щита розташований австралійський абориген, який символізує ранніх мешканців району Дарвіна, а з правого боку щита — європейський шахтар, символ важливої галузі, яка сприяла зростанню Дарвіна.

### База
Основа щита знаходиться на трав’яній зеленій землі.

### Девіз
Стрічка під щитом має латинський девіз Progrediamur, що перекладається як "Давайте йти вперед".

## Список джерел
- Герб міської ради Дарвіна